# Columba palumboides
Il colombaccio delle Andamane (Columba palumboides (Hume, 1873)) è un uccello della famiglia dei Columbidi.

## Distribuzione e habitat
La specie è diffusa nelle isole Andamane e Nicobare, nell'oceano indiano orientale.